# Vanguardia Revolucionaria
La Vanguardia Revolucionaria (VR) fue un partido político peruano marxista fundado en 1965. Tras su fundación se constituyó en un importante referente de la izquierda peruana y ha sido uno de los troncos básicos de los cuales se originaron diversas organizaciones socialistas.
Se fundó oficialmente el 30 de mayo de 1965 por la confluencia de varios grupos marxistas, aunque sus actividades iniciaron en 1963 con la conformación de su núcleo inicial. Entre los fundadores se incluyen a Ricardo Napurí (que provenía del MIR), César Benavides, Ricardo Letts (que participó en Acción Popular), Edmundo Murrugarra y Walter Quinteros
Vanguardia Revolucionara (VR) inició sus actividades con un enfoque distinto al de otros grupos de su tiempo. Decidió concentrar su actividades en el campo, y no en las ciudades como era lo usual en su momento. Tuvo una trascendental influencia en la Confederación Campesina del Perú, que actualmente comparte su sede con el Partido Socialista, fundado por Javier Diez Canseco, antiguo militante de VR. Para 1976, la consigna central marcaba como objetivo "la Alianza Obrero Campesina y el Frente Único de la Revolución en la lucha por el Poder Democrático Popular hacia el socialismo."
Vanguardia Revolucionaria apareció en 1965 como organización política y posteriormente se dividió a causa de discrepancias y luchas internas, en varias facciones con posiciones contrarias. Una de esos continuó con el nombre Vanguardia Revolucionaria y publicaba el periódico “El Proletario” (VR-Proletario). También existió otra agrupación más reducida llamada “Vanguardia Revolucionaria Político-Militar” (VR-PM). Otra de las escisiones fue el Partido Comunista Revolucionario (PCR). Tanto Vanguardia Revolucionaria y los partidos en los que se dividió hacían una gran labor de propaganda publicando sus proposiciones en distintas revistas y periódicos lo cual le permitió tener mucha más llegada en sectores universitarios que en sectores laborales.
Sus consignas centrales fueron “Por la Unidad Sindical Clasista y el Paro Nacional” y “Por la Alianza Obrero Campesina y el Frente Único de la Revolución en la lucha por el Poder Democrático Popular hacia el socialismo.”
Vanguardia Revolucionaria asesoró y controló a la “Confederación Campesina del Perú” (CCP) organización que tenía cierta importancia en el sector rural.
Este partido lo encabezaron en sus primeros años Ricardo Napurí, Edmundo Murrugarra y Ricardo Letts, y más adelante por Javier Diez Canseco.

## Historia
Un sector de la izquierda peruana se sintió traicionado debido a que pensaban que el APRA, el Partido Comunista y Acción Popular habían abandonado sus ideales de lucha esto en un contexto de crisis política ya que Fernando Belaúnde Terry, quien fuera elegido presidente en las elecciones de 1963, no cumplió con varias de sus promesas de campaña, en especial la referida a la reforma agraria.
Es así que buscando la implantación del socialismo:
"(Durante la década del 60)… surgen grupos de origen pequeño burgués, de la intelectualidad y estudiantado, todos ellos progresistas y revolucionarios, en parte reforzados por elementos disidentes del APRA, de Acción Popular y del propio Partido Comunista, que buscaban impulsar el proceso revolucionario con concepciones y organizaciones de orientación foquista y/o trotskista y, en general, con una práctica foquista, barnizada con elementos teóricos trotskistas no ortodoxos. Los ejemplos más importantes de esta tendencia fueron el Movimiento de Izquierda Revolucionaria (MIR) y Vanguardia Revolucionaria."
Vanguardia Revolucionaria (VR) nació con el afán y el propósito confeso de ser “la síntesis superadora de la izquierda”, para lo cual asumió una posición crítica frente a las posiciones del Partido Comunista de tendencia “revisionista prosoviética”, frente a las tendencias trotskistas ortodoxas ligadas a las varias secciones de la IV Internacional, frente al “dogmatismo seudo-maoísta” de las tendencias prochinas y frente a los intentos “guerrilleritas foquistas” del MIR. Asumió las tesis centrales del trotskismo sobre la revolución peruana, y orientó su acción a la formación de un “mínimo de partido,” forma militarista-burocrática de organización partidaria.
El 30 de mayo de 1965 en una asamblea clandestina se fundó el partido Vanguardia Revolucionaria y se eligió a Ricardo Napurí como Secretario General y a Ricardo Letts como Secretario de Defensa.
Autoreconociendo su carácter “pequeñoburgues” la tarea inicial que se planteó fue tratar de ligarse a las luchas de grupos obreros y campesinos en situación coyunturalmente conflictiva, “para desde allí iniciar e impulsar la revolución nacional, sin desdeñar, sin embargo, la posibilidad de una lucha armada relativamente inmediata.” Es así que Vanguardia Revolucionaria desde sus inicios buscaba constituirse como una alternativa que diese inicio a la lucha armada guerrillera estableciendo como únicas diferencias ideológicas con el MIR y el ELN, el hecho de la construcción de un “mínimo de partido”
Se consideraron ellos mismos:
“La principal organización marxista-leninista que lucha por la reconstrucción del Partido Comunista del Perú cuyo Proyecto de Programa es fruto de la asimilación de la teoría del socialismo científico y su aplicación creadora a nuestra realidad, y en particular la teoría de la revolución ininterrumpida por etapas. Se nutre del pensamiento revolucionario de los grandes jefes del proletariado mundial: Karl Marx, Friedrich Engels, Vladimir Lenin, Mao Tse Tung del jefe del proletariado peruano José Carlos Mariátegui; así como también se guía por las enseñanzas revolucionarias de José Stalin, destacado dirigente del proletariado soviético.”
Durante el período 1966-1968 Vanguardia Revolucionaria tuvo una relativa influencia en varios sindicatos y organizaciones laborales, sobre todo en el mundo minero y pesquero. A través de ellos participó en el “Comité de Defensa y Unificación Sindical” (CDUS) que en junio de 1968 dio origen a la Confederación General de Trabajadores del Perú (CGTP)
En 1968, poco antes de la toma del poder por las FF.AA. , Vanguardia Revolucionaria realizó su Segundo Congreso , en el cual se aprobaron íntegramente las tesis y el programa de 1965 del cual solo se modificaron algunos aspectos para adaptarlos a esa nueva circunstancia.
Vanguardia Revolucionaria como el resto de partidos políticos de izquierda caracterizó la realidad de la sociedad peruana como una en donde el sistema capitalista y la influencia de Estados Unidos a través de la Alianza por el Progreso era muy alta, según esta agrupación política: El Perú era “un país semicolonial, capitalista-dependiente, dominado principalmente por el imperialismo norteamericano, pero con importantes sectores precapitalistas y semifeudales que habrían generado una gran desigualdad en la sociedad.
Vanguardia Revolucionaria reconoció al Gobierno Revolucionario de las FF.AA. como un gobierno en donde se habían dado importantes medidas en beneficio del pueblo, como el inicio de la reforma agraria; sin embargo por otro lado, criticaron a este ya que consideraban que  seguía muy ligado a los grandes intereses agro-exportadores e industriales, para ellos, este fue “un gobierno reformista burgués, entendido por reformismo burgués la política de la Burguesía Nacional, con su núcleo a la cabeza”.
Debido a la instauración de este gobierno militar, se generó un conflicto dentro de Vanguardia Revolucionaria ya que una parte de sus militantes pensaban en apoyar al gobierno tratando de “conseguir su identificación y unidad con los intereses populares” y la otra en “derrocarlo por ser un régimen en esencia anti popular.” Esta crisis llevó a que se divida en tres facciones, que posteriormente se constituirían como organizaciones políticas independientes: [a] Una facción “control obrerista-trotskista,” [b] Una facción “anti-trotskista-militarista” y [c] Un núcleo central que continuó denominándose: “Vanguardia Revolucionaria.”
El grupo de tendencia trotskista de Vanguardia Revolucionaria se escinde y forma dos grupos, en 1970 se forma el grupo que paso a denominarse Tendencia Obrero Revolucionaria (TOR) y en 1971 se forma otro denominado Partido Obrero Marxista Revolucionaria (POMR) de este grupo se desprendió en 1972 el grupo denominado “Liga Comunista”, también trotskista. En 1974 sectores minoritarios de la “Liga Comunista” pasaron a conformar el “Partido Socialista Internacionalista” de orientación igualmente trotskista.
La rama militarista formó en 1971 el grupo llamado Vanguardia Revolucionaria Político Militarista (VR-PM).
Por su parte el sector mayoritario que se mantuvo en Vanguardia Revolucionario se orientó a la formación del partido del proletariado.
En 1972, el grupo que publicaba la revista “Crítica Marxista-Leninista” escindido del MIR en 1971, se unió a Vanguardia Revolucionaria y fue durante año y medio vocero oficial de esta, que la consideró “tribuna de debate ideológica de la izquierda.”
En 1973 se constituyó el primer Comité Regional del Norte que coordinaría el trabajo político y campesino de Piura, Lambayeque, Cajamarca, La Libertad, Ancash y valles de Huaura y Huaral.
Vanguardia Revolucionaria se orientó principalmente a la “centralización sindical y política de las masas trabajadoras,” sobre todo en medio del campesinado lo cual los hizo competir con el Partido Comunista Peruano – Bandera Roja (PCP-BR) por la conducción de la Confederación Campesina del Perú (CCP), la cual pasó a ser controlada por Vanguardia Revolucionaria en 1973, fraccionándose de la CCP debido a ello, y formando de esta manera algunos grupos reducidos, uno de los cuales permaneció bajo el control de “Bandera Roja”.
En 1974 se dio una nueva escisión en Vanguardia Revolucionaria, el grupo que se separó paso a denominarse “Partido Comunista Revolucionario” (PCR), que pretendía ser el “núcleo marxista-leninista en la reconstrucción del Partido Comunista de Mariátegui,”, los fundadores fueron Manuel Dammert y Mario Guillermo Pimentel Mauricci , fue presidido por Manuel Dammert.
En 1975 Vanguardia Revolucionaria actuó dentro de algunos grupos campesinos en la Confederación Campesina del Perú (CCP), dentro del magisterio (SUTEP), en algunos sindicatos entre ellos el CENTROMIN, así como en núcleos universitarios. Sus órganos de prensa fueron “El Proletario” y la revista “Debate Socialista.” En ese mismo año lanzó un manifiesto “contra la Alianza Reaccionaria – Unirse por la Revolución Popular” en el que “planteo su programa para la Revolución, sobre la base de las “fuerzas revolucionarias, democráticas, progresistas y patrióticas” (Manifiesto de VR, Buró Político Nacional de VR, 11 de julio de 1975, pág. 9), el programa contenía 8 puntos los cuales eran: 1) Por el poder popular, 2) Contra el imperialismo y la gran burguesía intermediaria, 3) Contra la semifeudalidad, 4) Por una economía nacional e independiente, 5) Por el bienestar material de las masas, 6) Por plenas libertades democráticas, 7) Por una cultura nacional floreciente y 8) Por una política exterior soberana.
El 29 de abril de 1975 Mario Pimentel Mauricci fue asesinado en la ciudad de Lima, en un extraño accidente de tránsito, justo a los 30 minutos que Seguridad del Estado a exigencia de su familia, le diera la libertad juntamente que a dos dirigentes cusqueños. Esto ocurrió durante el gobierno militar de Morales Bermúdez, en aplicación del Plan Cóndor, siguiendo las consignas de la CIA.
A fines de 1977 se iniciaron los trabajos de reorganización de Vanguardia Revolucionaria, Letts es nombrado su responsable nacional y junto a Ledesma, Blanco, Malpica y los trotskistas formaron la “Unidad Popular de Izquierda” (UDPI).
En 1978 se formó en enero la “Unidad Democrático Popular” (UDP) como resultado de la fusión de UPDI con un grupo también llamado “UDP.”
En las elecciones para la Asamblea Constituyente de 1978 la UDP participó y obtuvo el 4% de todos los constituyentes.
En 1984 VR se disuelve oficialmente para fundar junto con el MIR y el PCR el Partido Unificado Mariateguista (PUM) que se convierte por algunos años en el principal partido de la izquierda peruana.

## Legado
Vanguardia Revolucionaria fue uno de los grupos de izquierda más importantes de los 60´s, ya que produjo muchos cuadros políticos y renovó el pensamiento socialista en una época en que estaban atravesando gruesas dificultades, además fue una de las bases de la UDP y muchos de los partidos de izquierda que participaron en política en las décadas siguientes y que alguna vez fueron parte de Vanguardia Revolucionaria. El importante papel que tuvo en la reconstitución de la CGTP, el principal sindicato del Perú, fue también uno de los principales logros de este partido. 

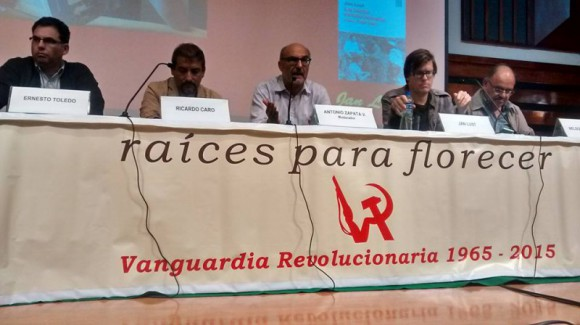
Conmemoración por los cincuenta años de fundación de Vanguardia Revolucionaria

## Línea de Tiempo
- En 1963 empiezan las primeras coordinaciones entre Ricardo Napurí y Ricardo Letts con la perspectiva de fundar una nueva organización política.
- En 1964 se logra reunir una primera Asamblea de Vanguardia Revolucionaria que nombra una directiva provisional.
- El 30 de mayo de 1965 se funda oficialmente Vanguardia Revolucionaria en asamblea clandestina.
- En 1968 un importante grupo de integrantes del Frente Revolucionario de Estudiantes Socialistas (FRES) de la PUCP ingresan a VR, entre ellos Javier Diez Canseco, Alberto Flores Galindo, Agustín Haya de la Torre y Diego García-Sayán.[19]
- En 1968 de produce el golpe de Estado del general Juan Velasco Alvarado y anuncia el inicio del Gobierno Revolucionario de las Fuerzas Armadas. VR caracteriza a este gobierno como "reformista burgués."
- En 1970 se escinde la Tendencia Obrera Revolucionaria - TOR.
- En 1971 se produce la primera gran división en el seno de VR con la escisión del Partido Obrero Marxista Revolucionario (POMR), de orientación trotskista, y VR - Político Militar, de orientación guerrillerista.
- En 1974 un grupo liderado por Manuel Dammert se separa para fundar el Partido Comunista Revolucionario.
- En 1977 VR se divide entre el Partido Vanguardia Revolucionaria, VR - Proletario Comunista, de orientación maoísta, y VR - Por la Reconstrucción del PC.
- En 1978 VR se une a otros 14 movimientos para fundar el frente de izquierda Unidad Democrática Popular (UDP). Participó en las elecciones para la Asamblea Constituyente de 1978 en las listas de la UDP, consiguiendo cuatro representantes, entre ellos Carlos Malpica y Javier Diez Canseco.
- En 1980 VR, como parte de UDP, se une a los otros partidos de izquierda para fundar Izquierda Unida.
- En 1984 VR se disuelve oficialmente para fundar junto con el MIR y el PCR el Partido Unificado Mariateguista (PUM).

## Militantes Notables de Vanguardia Revolucionaria
- Ricardo Letts
- Óscar Ugarte
- Nicolás Lynch
- Ricardo Napurí
- Delfina Paredes
- Walter Quinteros[20][21]
- Manuel Dammert
- Javier Diez Canseco
- Andrés Luna Vargas
- Diego García-Sayán
- Fernando Rospigliosi
- Edmundo Murrugarra
- Alberto Flores Galindo
- Óscar Dancourt Masías
- Julio Mezzich Eyzaguirre
- Agustín Haya de la Torre
- Fernando Villarán de la Puente
- Mario Guillermo Pimentel Mauricci